# Mini mum
Espèce
Mini mum est une espèce de très petites grenouilles de la famille des Microhylidae endémiques à Madagascar.

## Description
Les spécimens décrits de Mini mum mesurent entre 8,2 et 11,3 mm.

## Systématique
Le nom valide complet (avec auteur) de ce taxon est Mini mum Scherz (d), Hutter (d), Rakotoarison (d), Riemann (d), Rödel, Ndriantsoa (d), Glos (d), Roberts (d), Crottini (d), Vences et Glaw, 2019,.

### Publication originale
- (en) Mark D. Scherz, Carl D. Hutter, Andolalao Rakotoarison, Jana C. Riemann, Mark-Oliver Rödel, Serge H. Ndriantsoa, Julian Glos, Sam Hyde Roberts, Angelica Crottini, Miguel Vences et Frank Glaw, « Morphological and ecological convergence at the lower size limit for vertebrates highlighted by five new miniaturised microhylid frog species from three different Madagascan genera », PLOS One, vol. 14, no 3,‎ 27 mars 2019, e0213314 (ISSN 1932-6203, DOI 10.1371/journal.pone.0213314, lire en ligne)